# Джуніор Барроу
Джуніор Барроу (англ. Junior Burrough, нар. 18 січня 1973, Шарлотт) — американський професіональний баскетболіст, що грав на позиції важкого форварда за команду НБА «Бостон Селтікс».

## Ігрова кар'єра
На університетському рівні грав за команду Вірджинія (1991–1995). 
1995 року був обраний у другому раунді драфту НБА під загальним 33-м номером командою «Бостон Селтікс». Професійну кар'єру розпочав 1995 року виступами за тих же «Бостон Селтікс», захищав кольори команди з Бостона протягом одного сезону, після чого завершив кар'єру.